# 尼日利亚皮钦语
尼日利亚皮钦语（Nigerian Pidgin，又稱 Naija）是基于英语的皮钦语和克里奥耳语，也是尼日利亚的通用语。有時也被称为“Pijin”（皮欽語）或“Brokin”（破英語）。它往往不被看做克里奥耳语，因为大多数使用者不把它作为母语，虽然许多儿童很早就学习它。尽管如此，不同使用者将它作为的皮钦语、克里奥耳语，或去克里奥耳化方言。 根据Ihemere（2006），尼日利亚皮钦语是约300至500万人的母语和至少7500万人的第二语言。尼日利亚皮钦语的变体在整个西非都有使用，如赤道几内亚和喀麦隆等国家。尽管它在尼日利亚各地普遍使用，却没有官方地位。
2017年，BBC設立了尼日利亞皮欽語的服務「BBC News Pidgin」。

## 变体
尼日利亚各族都可以用这种语言交谈，虽然他们通常有他们自己的附加词。例如，约鲁巴人说皮钦语时使用的Şe和Abi。这些经常被用来在开始或结束一个特殊声调的句子或问题。例如，“You are coming, right?”Şe you dey come?或者You dey come abi？伊博人把Nna用在一些句子的开头以增强语气。例如，man! that test was hard说成Nna, that test hard no be small。
尼日利亚皮钦语在各地口音不同。它的方言包括瓦里、沙比利、贝宁、哈科特港、拉各斯，奥尼沙口音。皮钦语在尼日尔三角洲地区最为流行，那里的大部分人口将其作为母语。